# Oleiros (Galiza)

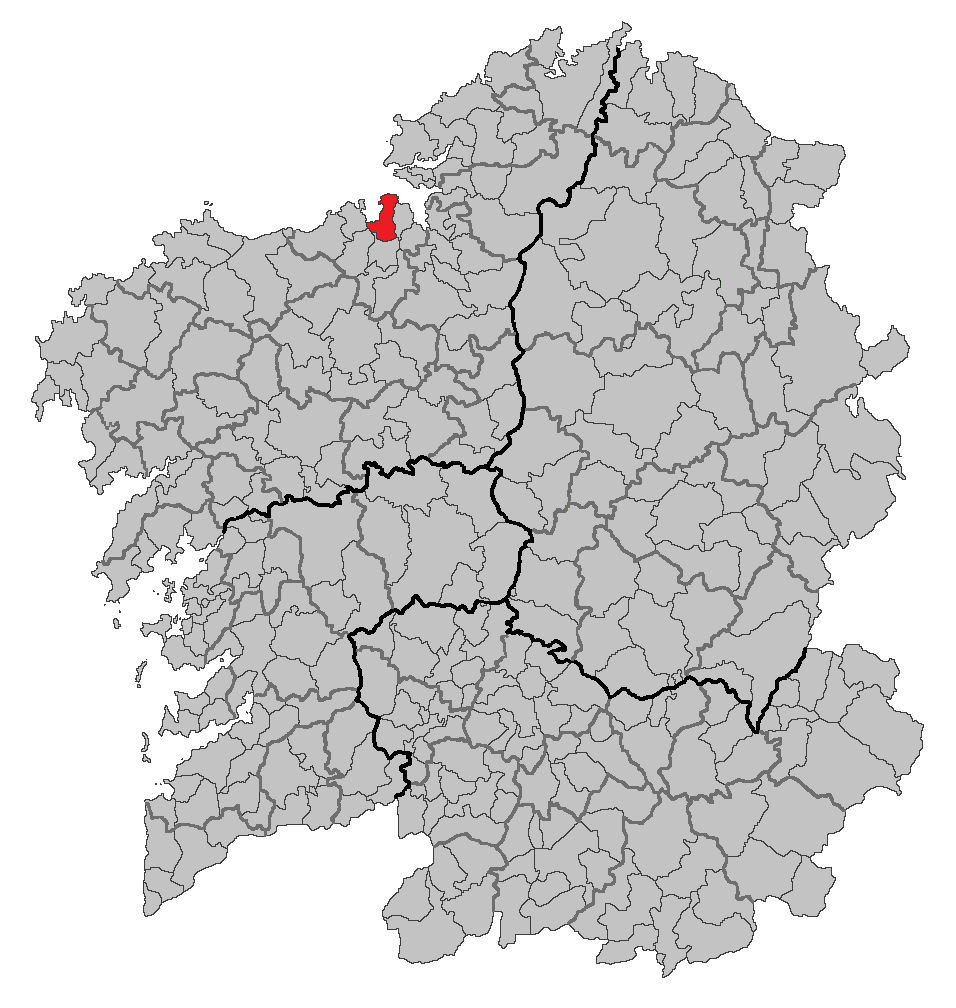
Localização de Oleiros (Espanha)

Oleiros é um município da Espanha na província 
da Corunha, 
comunidade autónoma da Galiza, de área 43,87 km² com 
população de 31694 habitantes (2007) e densidade populacional de 676,34 hab/km².

## Demografia
| Variação demográfica do município entre 1991 e 2004 | Variação demográfica do município entre 1991 e 2004 | Variação demográfica do município entre 1991 e 2004 | Variação demográfica do município entre 1991 e 2004 |
| --------------------------------------------------- | --------------------------------------------------- | --------------------------------------------------- | --------------------------------------------------- |
| 1991                                                | 1996                                                | 2001                                                | 2004                                                |
| 18480                                               | 23057                                               | 27252                                               | 29671                                               |